# Wachsenberg (Neusitz)
Wachsenberg ist ein Gemeindeteil der Gemeinde Neusitz im Landkreis Ansbach (Mittelfranken, Bayern). Wachsenberg liegt in der Gemarkung Neusitz.

## Geographie
Das Dorf liegt auf einer Anhöhe, die 0,5 km weiter westlich als Lug ins Land bezeichnet wird und dort in die breite Tauberebene abfällt. Im Westen liegt auch das Mäderholz. Im Osten befindet sich der Karrachwald. Im Ort entspringt der Wachsenberger Graben, der mit weiteren Bächen einen rechten Zufluss der Tauber bildet. Eine Gemeindeverbindungsstraße führt zur Staatsstraße 2250 (0,7 km südlich) bzw. nach Linden (2,5 km nördlich). Eine weitere Gemeindeverbindungsstraße führt ebenfalls zur St 2250 (0,4 km südlich). Durch den Ort verläuft der Fränkische Marienweg.

## Geschichte
Wachsenberg lag in einem Gebiet, das ursprünglich Lupold von Nordenberg gehörte. 1255 vermachte er dieses der Neusitzer Kirchenstiftung. Zehn Jahre später wurde das Vermächtnis auf das Dominikanerinnenkloster übertragen, welches damals von Neusitz nach Rothenburg übersiedelte. Der Ortsname leitet sich vom Wachberg ab.
Es gab in dem Dorf ursprünglich einen Landturm bzw. ein Schloss, das 1442 von Markgraf Albrecht 1442 abgerissen wurde. 1804 gab es zwei Haushalte, die der Reichsstadt Rothenburg untertan waren.
Mit dem Gemeindeedikt (frühes 19. Jahrhundert) wurde der Ort dem Steuerdistrikt und der Ruralgemeinde Neusitz zugewiesen.

### Einwohnerentwicklung
| Jahr      | 001818 | 001840 | 001861 | 001871 | 001885 | 001900 | 001925 | 001950 | 001961 | 001970 | 001987 |
| Einwohner | 49     | 76     | 70     | 81     | 100    | 114    | 117    | 143    | 111    | 119    | 115    |
| Häuser    | 13     | 14     |        |        | 21     | 23     | 25     | 26     | 26     |        | 31     |
| Quelle    | [ 9 ]  | [ 10 ] | [ 11 ] | [ 12 ] | [ 13 ] | [ 14 ] | [ 15 ] | [ 16 ] | [ 17 ] | [ 18 ] | [ 1 ]  |

## Religion
Der Ort ist seit der Reformation evangelisch-lutherisch geprägt und bis heute nach Heilig Kreuz (Neusitz) gepfarrt. Die Einwohner römisch-katholischer Konfession sind nach St. Johannis (Rothenburg ob der Tauber) gepfarrt.